# 葵さまがイかせてアゲル♥
『葵さまがイかせてアゲル♥』（あおいさまがイかせてアゲル）は、水兵ききによる日本の漫画作品。『月刊少年ライバル』（講談社）にて、2008年5月号（創刊号）から2009年9月号まで連載された。単行本は全2巻。

## ストーリー
霊媒師・笹神葵に弟子入りを頼んだ寺原優太。彼は、葵のもとで一体どんな修行をするのだろうか。

## 登場人物
寺原優太（てらはら ゆうた）
本作の主人公。霊感があり、昔から幽霊を見ることができた。幽霊の考えていることがわかるという能力がある。未練を持った幽霊を成仏させてあげたいとの思いから有名な霊媒師に弟子入りしようと思い立ち、笹神葵に弟子入りした。葵に憑依した幽霊が彼女の体を使って未練を解消しようとするのを見ても、それは自分への修行の一環であると思い込み、幽霊をそのまま成仏させるために幽霊の願いを叶えようとする。科学者の姉がいる。
笹神葵（ささがみ あおい）
寺原優太が弟子入りした霊媒師。優太の前では一人前ぶっているが実際は半人前で、自分の肉体に幽霊を憑依させてもコントロールができずに体を乗っ取られることが多々あり、その際は自分の意志で自分の体を動かせなくなってしまう。優太のことを最初は敵視していたものの、次第に惹かれていくようになる。しかし、素直になれずに嫉妬することがたびたびある。
華方院蓮花（かほういん れんか）
ゴーストバスターを名乗る西洋の霊媒師。葵に学園にどちらが残るかを賭けて勝負を挑み、霊媒師としての腕を競ったが最終的には和解。学園には2人で残ってゴースト退治をすることにした。あることがきっかけとなり、優太に惹かれていく。
笹神杏（ささがみ あんず）
見た目は幼いが、葵の姉。半人前の妹と違って一人前の霊媒師であり、変化の術などを使える。日本全国を巡り、各地で悪霊の除霊を行っていた。自由人で、しばしば優太や妹を巻き込んでは色々な企みを実行する。

## 書誌情報
- 水兵きき『葵さまがイかせてアゲル♥』講談社〈ライバルKC〉、全2巻
  1. 2008年12月4日初版発行 ISBN 978-4-06-380019-7
  2. 2009年10月2日初版発行 ISBN 978-4-06-380070-8